# توبا أوزاي
توبا أوزاي (لا يُلفظ: توغبا أوزاي) (بالتركية: Tuğba Özay)‏ هي عارضة أزياء وممثلة ومغنية تركية ولدت في يوم 10 فبراير 1978 في مدينة إسطنبول في تركيا، حصلت على لقب الوصيفة الأولى لملكة جمال عارضات الأزياء في العالم في سنة 1995، وأصبحت أكثر عارضات الأزياء دخل في تركيا، حيث إشتهرت بأرجلها الطويلة. تزوجت في سنة 2009 من رجل الأعمال الإيطالي لودوفيكو فاتيتزو وفي سنة 2010 طرحت أول ألبوم غنائي لها.

## روابط خارجية
- توبا أوزاي على موقع IMDb (الإنجليزية)
- توبا أوزاي على موقع ألو سيني (الفرنسية)